# Чезано-Босконе
Чезано-Босконе (італ. Cesano Boscone) — муніципалітет в Італії, у регіоні Ломбардія, метрополійне місто Мілан.
Чезано-Босконе розташоване на відстані близько 480 км на північний захід від Рима, 8 км на захід від Мілана.
Населення — 23 535 осіб (2014).
Щорічний фестиваль відбувається 24 червня. Покровитель — святий Іван Хреститель.

## Демографія
Населення за роками:

Станом на 1 січня 2023 року в муніципалітеті офіційно проживали 2893 іноземці з 86 країн, серед них 500 громадян країн Євросоюзу та 122 громадяни України.

## Сусідні муніципалітети
- Корсіко
- Мілан
- Треццано-суль-Навільйо